# David Eckstein
David Mark Eckstein (nacido el 20 de enero de 1975) es un excampocorto estadounidense de béisbol profesional que jugó para los Anaheim Angels, St. Louis Cardinals, Toronto Blue Jays, Arizona Diamondbacks y San Diego Padres en las Grandes Ligas.

## Carrera profesional

### Anaheim Angels
Eckstein fue seleccionado por los Medias Rojas de Boston en la 19ma ronda del draft amateur de 1997, posteriormente fue reclamado por los Angelinos de Anaheim el 16 de agosto de 2000. Durante el año 2002, lideró las Grandes Ligas con tres grand slams, incluyendo dos en juegos consecutivos contra los Azulejos de Toronto, uno de los cuales fue un grand slam que llevó a los Angelinos a completar la barrida sobre Toronto, en un momento en que los Angelinos registraban marca de 7-14. Después de superar a los Azulejos, los Angelinos ganaron 20 de sus siguientes 23 juegos, para eventualmente ganar la Serie Mundial de 2002.

### St. Louis Cardinals
Al final de la temporada 2004, Eckstein fue parte de un intercambio de campocortos, en el que tres torpederos agentes libres intercambiaron equipos: Édgar Rentería pasó de los Cardenales de San Luis a los Medias Rojas de Boston, Orlando Cabrera pasó de los Medias Rojas a los Angelinos, y Eckstein pasó de los Angelinos a los Cardenales.
En sus primeras siete temporadas, acumuló 1.079 hits y registró un promedio de bateo de .286. Fue seleccionado al equipo de la Liga Nacional para el Juego de Estrellas de 2005, junto con sus compañeros Chris Carpenter, Albert Pujols, Jason Isringhausen y Jim Edmonds. Igualmente, fue escogido para dicho encuentro en la temporada 2006. En 3.772 turnos al bate de la temporada regular, Eckstein se ponchó solo 305 veces, con un total de 22 en 2007.
Eckstein era un favorito de los fanáticos en St. Louis. En el Día de la Madre, el 14 de mayo de 2006, fue uno de los más de 50 bateadores que utilizó un bate rosa para beneficiar a la Breast Cancer Foundation.
Como miembro de los Cardenales en la Serie Mundial de 2006, Eckstein fue nombrado el Jugador Más Valioso de la Serie Mundial. Tras batear solo un hit en 11 turnos en los primeros dos juegos de la Serie Mundial, Eckstein conectó 8 de 22 con cuatro impulsadas y tres carreras anotadas en la serie, incluyendo tres dobles en el Juego 4.
Eckstein regresó frente a más de 47,000 fanáticos para lanzar el primer lanzamiento del Juego 6 de la Serie Mundial en San Luis el 27 de octubre de 2011.

### Toronto Blue Jays
El 5 de noviembre de 2007, Eckstein se convirtió en agente libre junto con Kip Wells, Troy Percival y Miguel Cairo. El 13 de diciembre de 2007, firmó un contrato por un año y $4.5 millones con los Azulejos de Toronto.

### Arizona Diamondbacks
El 31 de agosto de 2008, Eckstein fue cambiado a los Diamondbacks de Arizona por el lanzador de ligas menores Chad Beck.

### San Diego Padres
El 15 de enero de 2009, firmó un contrato de descuento de un año con los Padres de San Diego con la condición de que jugase principalmente en la segunda base. El 22 de agosto de 2009, los Padres extendieron el contrato de Eckstein hasta 2010.
Eckstein no se unió a un equipo para la temporada 2011. En junio, se informó que recibió ofertas de los Padres y otros equipos, pero optó por no jugar béisbol. Él está trabajando para su esposa, la actriz Ashley Eckstein. Se retiró oficialmente el 22 de enero de 2012.